# Aron Jedidja da Costa
Aron Jedidja da Costa (circa 1829 – Paramaribo, 20 juni 1905) was een Surinaams jurist en politicus.
Hij was in 1863 praktizijn, werd later praktizijn bij het Hof van Justitie en hij is ook landspraktizijn geweest. Zijn jongere broer Isaac da Costa werd mede door hem opgeleid tot praktizijn.
Nadat in 1873 het Statenlid G.J.A. Bosch Reitz was opgestapt werd Da Costa verkozen tot lid van de Koloniale Staten. Hij zou bijna 15 jaar die functie blijven vervullen. Bij de verkiezingen van 1888 behaalde hij onvoldoende stemmen om parlementslid te kunnen blijven.
Da Costa overleed midden 1905 op 76-jarige leeftijd.